# Nico Beyer (Fußballspieler)
Nico Beyer (* 22. September 1996 in Berlin) ist ein deutscher Fußballspieler.

## Karriere
Nico Beyer wurde in Berlin geboren und spielte anfangs unter anderem in der Jugend des Stadtteilklubs Eintracht Mahlsdorf. Als Zehnjähriger wechselte er zu Hertha BSC, wo er alle Jugendmannschaften bis zur zweiten Mannschaft durchlief. 2015 gewann er mit der A-Jugend den DFB-Junioren-Vereinspokal. In der Saison 2015/2016 war er auch dem Profi-Kader von Hertha BSC zugehörig, kam jedoch zu keinem Einsatz. Zur Saison 2018/19 wechselte er dann zum Drittligisten FSV Zwickau. Dort spielte er auch zum ersten Mal im Profibereich, als er am 27. Oktober 2018 beim Auswärtsspiel gegen den SV Wehen Wiesbaden in der 90. Spielminute für Tarsis Bonga eingewechselt wurde.
Zur Regionalligasaison 2019/20 unterschrieb der Verteidiger einen Vertrag beim Berliner AK 07. Im Winter 2020 verließ Beyer den BAK und wechselte zum FC Brandenburg 03. Im Sommer 2021 unterschrieb er beim Oberligisten und Jugendverein Eintracht Mahlsdorf einen Vertrag bis 2022.

## Erfolge
- Deutscher A-Jugend-Pokalsieger: 2015